# 임완섭
임완섭(林完燮, 1971년 8월 15일 ~ )은 대한민국의 전직 축구 선수이자 현 축구 지도자로 현역 시절 포지션은 미드필더였다.

## 클럽 경력
임완섭은 1992년 실업구단인 국민은행 축구단에 입단했다. 이후 1999년까지 국민은행에서 활약했다.

## 지도자 경력
2000년 한양공업고등학교의 코치로 부임하면서 지도자 생활을 시작했다.
2005년에는 한양중학교의 코치로 부임했다.
2010년, K3리그의 남양주 시민축구단의 감독으로 부임했다.
2011년, 대전 시티즌의 코치로 부임하며 처음으로 프로 무대에 입성했다.
2014년, 안산 경찰청 축구단의 U-18팀 감독으로 부임했으며, 2015시즌을 앞두고 안산 경찰청 축구단의 코치로 선임되었다. 안산이 2016시즌 K리그 챌린지 우승컵을 들어올리면서 코치로 프로 무대 첫 우승컵을 들어올렸다.
2017년에는 K리그 챌린지 경남 FC의 수석코치로 부임했다.
2018 시즌을 앞두고 K리그2 안산 그리너스의 감독으로 부임했다. 2018년 3월 11일에 열린 대전 시티즌과의 경기에서 3-2로 승리하며 프로 감독 데뷔 이후 첫 승을 거두었다. 2018시즌 안산은 10승 9무 17패를 기록하며 9위로 시즌을 마무리했다. 2019시즌에는 더욱 발전한 모습을 보였으며 시즌 내내 플레이오프 진출 경쟁을 지속했다. 2019시즌 14승 8무 14패를 기록하여 리그 5위를 기록하며 플레이오프 경쟁에서 부천 FC 1995에 아쉽게 밀려났다. 2019 시즌 종료 이후 안산 그리너스 감독직에서 사임했다.
2020 시즌을 앞두고 유상철의 후임으로 인천 유나이티드의 감독에 부임했다. 하지만 인천은 시즌 초반 단 1승도 챙기지 못하는 부진에 시달렸고, 임완섭은 동년 6월 인천의 감독직에서 사임한 후 조성환에게 감독직을 넘겼다.
2021 시즌을 앞두고 천안시 축구단의 전력강화실장으로 부임했다.
2022년 이장수 감독을 따라 선전 FC의 수석 코치로 부임하였다.

## 수상

### 코치
안산 무궁화 축구단
- K리그 챌린지 : 우승 1회 : 2016

 경남 FC
- K리그 챌린지 : 우승 1회 : 2017